# Xanthoparmelia neocongruens
Xanthoparmelia neocongruens är en lavart som beskrevs av Hale. Xanthoparmelia neocongruens ingår i släktet Xanthoparmelia och familjen Parmeliaceae.   Inga underarter finns listade i Catalogue of Life.